# Scalidiopsis youngi
Scalidiopsis youngi là một loài bọ cánh cứng trong họ Passandridae. Loài này được Burckhardt & Slipinski miêu tả khoa học năm 1991.